# The Yes Album
The Yes Album – album studyjny grupy Yes wydany w 1971. 

## Opis albumu
Przed nagraniem The Yes Album grupę opuścił Peter Banks. Jego miejsce zajął gitarzysta Steve Howe, którego pierwszym wkładem w muzykę grupy stały się utwory Clap i Yours is no Disgrace. 

### Utwory
Album zawiera utwory:
1. Yours Is no Disgrace (Anderson/Bruford/Howe/Kaye/Squire) – 9:26
2. Clap (Howe) – 3:07
3. Starship Trooper (Anderson/Howe/Squire) – 9:23
  1. Life Seeker
  2. Disillusion
  3. Wurm
4. I've Seen All Good People (Anderson/Squire) – 6:47
  1. Your Move
  2. All Good People
5. A Venture (Anderson) – 3:13
6. Perpetual Change (Anderson/Squire) – 8:50

Dodatkowe nagrania umieszczone na wydanej w roku 2003 reedycji albumu:
1. Your move – 2:59
2. Starship trooper: life Seeker – 3:27
3. Clap (studio version) – 4:01

## Twórcy
Twórcami albumu są:
- Jon Anderson – śpiew,
- Bill Bruford – perkusja
- Steve Howe – śpiew, gitara
- Chris Squire – śpiew, gitara basowa
- Tony Kaye – instrumenty klawiszowe
- Colin Goldring – flet prosty
- Roger Dean – projekt graficzny
- Phil Franks, Barry Wentzell – fotografia
- Briane Lane – koordynator